# Vincenzo Capirola

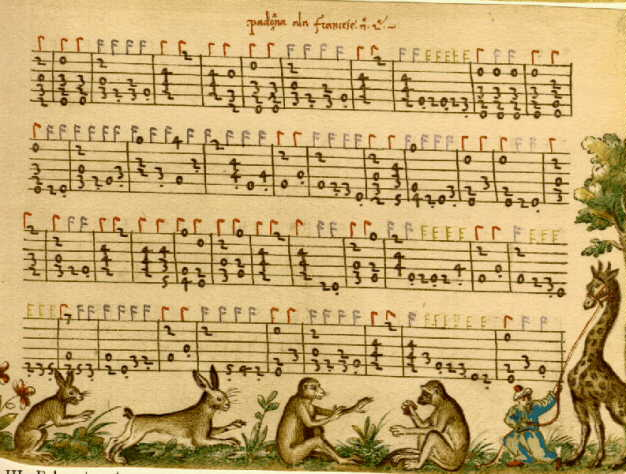
Livre de luth de Capirola

Vincenzo Capirola (né en 1474 et mort après 1548) était un compositeur italien et luthiste de la  Renaissance.  Sa musique est contenue dans un manuscrit avec des enluminures appelé le livre de luth, considéré comme l'une des plus importantes sources de musique pour luth du début du XVIe siècle.

## Biographie
Vincenzo Capirola était probablement natif de Brescia, et on sait qu'il vécut dans cette ville à différentes périodes de sa vie, bien qu'il ait également habité à Venise en 1517 et après, la période pendant laquelle fut préparé le manuscrit enluminé. Capirola pourrait être le célèbre luthiste de Brescia qui rendit visite à la cour du roi Henri VIII, bien que son nom n'ait pas été mentionné (on ne connait pas d'autre luthiste virtuose noble originaire de Brescia à cette époque).
Le livre de luth contient les premiers exemples d'indications de legato et de détaché, ainsi que les premières indications de nuances . Les pièces contenues dans le livre vont d'études simples pour les débutants à des pièces d'une extrême virtuosité. Il y a également treize ricercars dans le livre, qui alternent des passages brillants en style toccata  avec des passages en contrepoint à trois parties semblables à ceux écrits pour la musique vocale par des compositeurs de l'époque comme Jacob Obrecht.
En plus de la musique composée par Capirola (et d'autres compositeurs: Capirola a transcrit des œuvres de plusieurs compositeurs pour son livre de luth), le recueil est précédé d'une préface, la plus importante source permettant de connaitre la façon de jouer du luth au début du XVIe siècle. Elle contient des informations sur le jeu legato et tenuto, et comment interpréter les ornements de  différentes sortes, ainsi que la façon de choisir les doigtés. On y trouve également des détails pratiques comme la manière de monter les cordes et d'accorder le luth.